# Anaea leonida
Anaea leonida är en fjärilsart som beskrevs av Stoll 1782. Anaea leonida ingår i släktet Anaea och familjen praktfjärilar. Inga underarter finns listade i Catalogue of Life.

## Bildgalleri

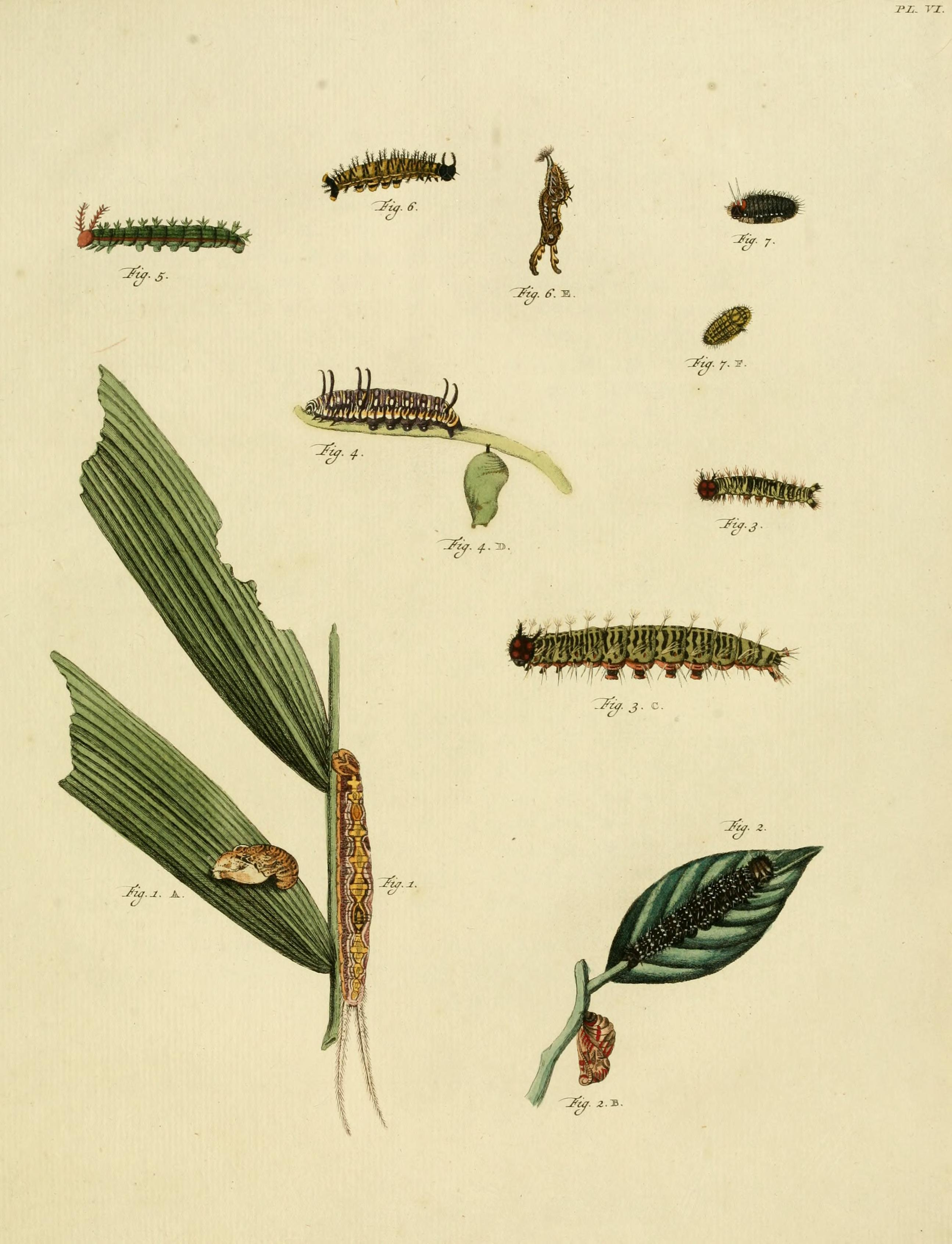
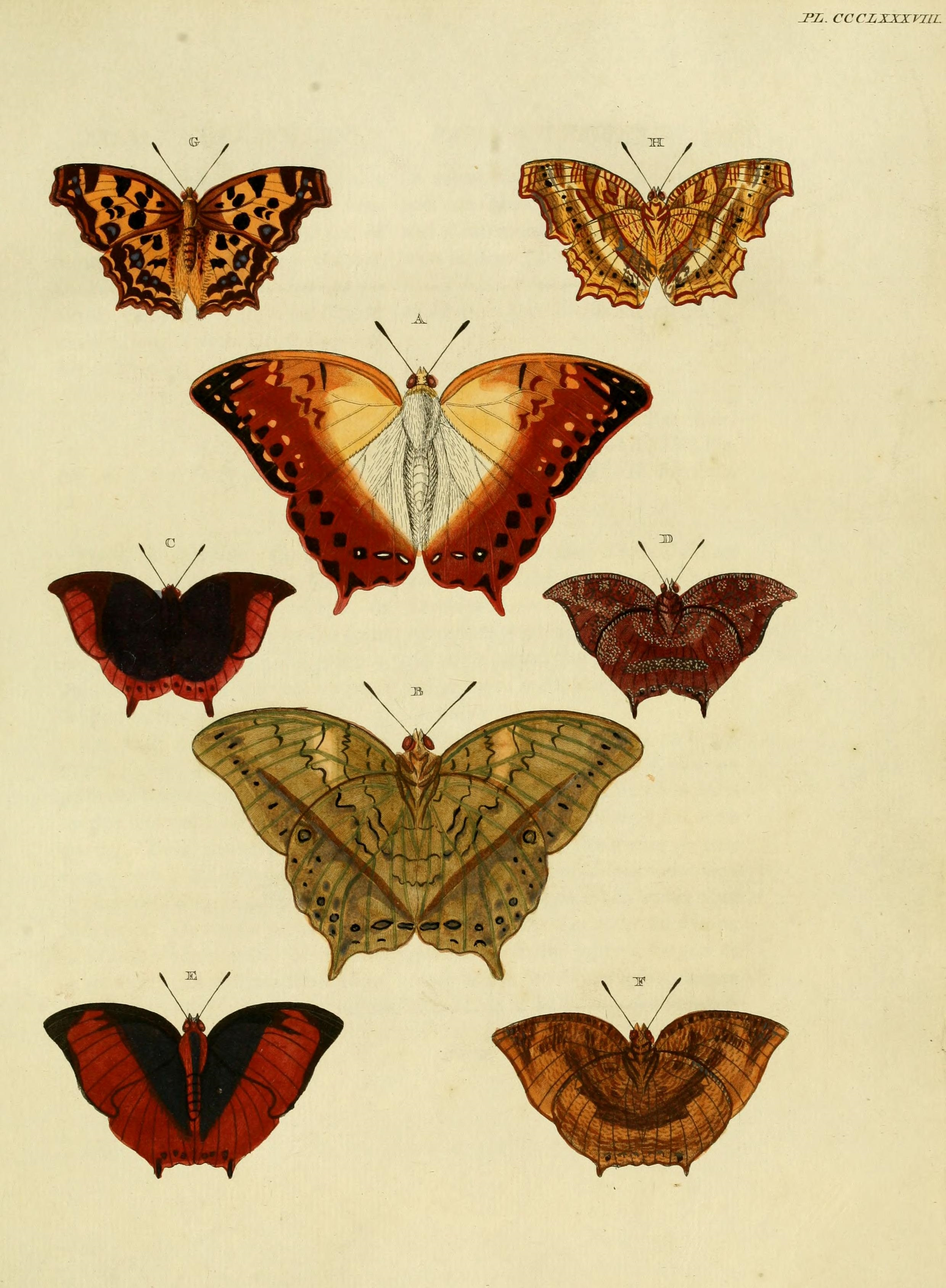